# Apple Brook
Apple Brook (20 de enero de 1931-6 de enero de 2023) fue una actriz británica que trabajó tanto en cine como en televisión. Entre sus papeles se encuentra el de la profesora Wilhelmina Grubbly-Plank en Harry Potter y la Orden del Fénix.

## Filmografía
| Año  | Título                            | Personaje                |
| ---- | --------------------------------- | ------------------------ |
| 1967 | Half a Sixpence                   |                          |
| 1968 | For Men Only                      | Recepcionista            |
| 2007 | Harry Potter y la Orden del Fénix | Wilhelmina Grubbly-Plank |